# Story of Andi
Story of Andi (Originaltitel: Andi Mack) ist eine US-amerikanische Jugend-Dramedy der Walt Disney Company, die von Horizon Productions produziert wird. Die Idee zur Serie stammt von Terri Minsky, welche zuvor für die erfolgreiche Disney-Channel-Serie Lizzie McGuire verantwortlich war. Die Erstausstrahlung erfolgte am 7. April 2017 auf dem Disney Channel in den USA. Die deutschsprachige Erstausstrahlung erfolgte am 3. September 2017 auf dem Free-TV-Sender Disney Channel. Die Serie endete am 26. Juli 2019.
Story of Andi ist die erste Disney-Channel-Serie mit einem homosexuellen Hauptcharakter (Cyrus Goodman).
Im Mai 2017 verlängerte der Disney Channel die Serie um eine zweite Staffel, die in den USA am 27. Oktober 2017 ihre Premiere hatte.
Im Februar 2018 wurde die Serie um eine dritte Staffel verlängert, welche seit dem 8. Oktober 2018 in den USA ausgestrahlt wird. 
Am 24. April 2019 wurde bekanntgegeben, dass Andi Mack nach der dritten Staffel zu Ende gehen wird. Das Serienfinale wurde am 26. Juli 2019 in den USA ausgestrahlt.

## Handlung
Die kunstbegabte und lebenslustige Andi Mack lebte bisher in einer wohlgehüteten und geordneten Familie. Doch das alles änderte sich, als ihre große Schwester Rebecca „Bex“ kurz vor ihrem (Andis) 13. Geburtstag nach sehr langer Abwesenheit wieder nachhause zurückkehrt. Anders als Andi ist Bex’ Mutter Celia nicht gerade sehr erfreut über die überraschende Heimkehr ihrer Tochter, und dies hat einen triftigen Grund. Was nur sehr wenige wissen ist, dass Bex als Teenager schwanger war, und nicht Celia und ihr Mann Henry „Ham“ die Eltern von Andi sind, sondern ihre Großeltern, und Bex in Wahrheit die Mutter von Andi ist.
Nach dem Andi geboren wurde, hatten Bex und ihre Mutter eine heftige Meinungsverschiedenheit, woraufhin Bex das Baby bei ihren Eltern ließ, um ein abenteuerliches Leben ohne größere Verantwortung zu führen. Enttäuscht von der Entscheidung ihrer Tochter zog Celia ihre geliebte Enkelin Andi mit ihrem Mann Ham auf. Celia baute zu Andi eine so starke Bindung auf, dass sich daraus eine Mutter-Tochter-Beziehung entwickelte. Ihre Großeltern ließen Andi und andere Leute in dem Glauben, dass sie die Eltern von Andi seien, und dass Bex ihre große Schwester sei.
Nun nach all den Jahren ist Bex klar geworden, was sie aus ihrer Sicht falsch gemacht hat und bereut es. Und schließlich kommt es dazu, dass Bex Andi die Wahrheit sagt, was Celia zuvor zu verhindern versucht. Nachdem die Wahrheit ausgesprochen ist, steht nicht nur das Leben von Andi auf dem Kopf, sondern dass der ganzen Familien. Andi versucht mit Hilfe ihrer besten Freunde Cyrus und Buffy mit der neuen Situation und den alltäglichen Probleme des Teenagerdaseins zurecht zukommen. Nebenbei versucht Andi die Antwort auf weitere Fragen zu erhalten, wie zum Beispiel wer ihr leiblicher Vater ist.
Bex versucht währenddessen eine Mutter-Tochter-Beziehung zu Andi aufzubauen, was aber nicht immer eine positive Auswirkung auf Andi hat. Daneben versucht Bex mit ihrer Mutter Celia endlich Frieden zu schließen, und mehr mütterliche Verantwortung zu übernehmen, was sich aber mehr als schwierig gestaltet. Aber auch Celia hat mit der neuen Situation zu kämpfen, denn es fällt ihr schwer die Rolle der Großmutter zu akzeptieren und will Bex beweisen, dass sie die bessere Mutter für Andi ist. Auch hegt Celia noch eine sehr große Skepsis gegenüber Bex, die in gewissen Fragen gerechtfertigt ist. Ihr Mann Ham steht währenddessen immer zwischen seiner Frau und seiner Tochter Bex und versucht zwischen beiden zu vermitteln. Alles in allem ist die neue Situation für alle Beteiligen sehr schwierig, doch Andi begreift nach kurzer Zeit, dass es manchmal gerade die unerwarteten Dinge im Leben sind, die es so großartig machen.

## Produktion
Die Entwicklung der Serie begann im Jahr 2015, als Disney Channels Worldwide Präsident Gary Marsh die Serienerfinderin Terri Minsky überzeugte, eine neue Serie für den Disney Channel zu entwickeln. Minsky entwickelte bereits im Jahr 2001 die beliebte Serie Lizzie McGuire für den Disney Channel und war zunächst etwas zurückhaltend bei der Idee, dass sie eine neue Teenager-orientierte Serie entwickeln soll. Schließlich fand sie ihre Inspiration für die Serie in einem Artikel darüber, wie Jack Nicholson als Erwachsener erfahren hatte, dass die Frau, die er jahrelang für seine Schwester hielt, in Wahrheit seine Mutter ist.
Die Dreharbeiten zur ersten Staffel haben im September 2016 begonnen und endeten im Dezember 2016. Für die erste Staffel wurden ursprünglich dreizehn Folgen produziert, aber nur zwölf ausgestrahlt. Die dreizehnte Folge wurde zur ersten Folge der zweiten Staffel. Die TV-Premiere erfolgte am 7. April auf dem Disney Channel in den USA. Am 25. Mai 2017 verlängert der Disney Channel die Serie um eine zweite Staffel.
Am 19. Februar 2018 verlängerte Disney Channel die Serie um eine dritte Staffel, die seit dem 8. Oktober in den USA ausgestrahlt wird. Die Dreharbeiten zur Staffel, die aus 20 Episoden bestehen wird, endeten im Dezember 2018. Von Januar bis Februar 2019 erfolgten Nachdreharbeiten für die dritte Staffel.

## Besetzung und Synchronisation
Die deutsche Synchronisation entsteht nach Dialogbüchern von Josephine Schmidt und Sonja Tièschky und unter der Dialogregie von Schmidt durch die Synchronfirma SDI Media Germany in Berlin.

### Hauptrollen
| Rollenname         | Schauspieler         | Folgen | Synchronsprecher |
| ------------------ | -------------------- | ------ | ---------------- |
| Andi Mack          | Peyton Elizabeth Lee | 1.01–  | Jodie Blank      |
| Rebecca „Bex“ Mack | Lilan Bowden         | 1.01–  | Sonja Tièschky   |
| Cyrus Goodman      | Joshua Rush          | 1.01–  | Simon Halaski    |
| Buffy Driscoll     | Sofia Wylie          | 1.01–  | Derya Flechtner  |
| Jonah Beck         | Asher Angel          | 1.01–  | Ben Hadad        |
| Celia Mack         | Lauren Tom           | 1.01–  | Silke Matthias   |
| Bowie Quinn        | Trent Garrett        | 1.06–  | Armin Schlagwein |

### Nebenrollen
| Rollenname       | Schauspieler        | Folgen               | Synchronsprecher |
| ---------------- | ------------------- | -------------------- | ---------------- |
| Henry „Ham“ Mack | Stoney Westmoreland | 1.01–3.07            | Sven Brieger     |
| Amber            | Emily Skinner       | 1.01–3.20            | Marie Hinze      |
| Marty            | Garren Stitt        | 1.04–2.07; 3.10–3.20 | Linus Drews      |
| Brittany         | Chelsea Zhang       | 1.03–2.07            |                  |
| Iris             | Molly Jackson       | 1.05–2.10            |                  |
| TJ Kippen        | Luke Mullen         | 2.03–3.20            | Jonas Lauenstein |
| Walker Brodsky   | Darius Marcell      | 2.13–3.20            | Till Flechtner   |

## Ausstrahlung
USA
Am 20. März 2017 wurde die erste Folge als Vorschau auf der Disney Channel App, auf Disney Channel On-Demand, auf YouTube, auf iTunes, auf Amazon und auf Google Play veröffentlicht, genau wie am selben Tag auch die zweite Folge, die aber nur in der Disney Channel App und auf Disney Channel On-Demand verfügbar war. Die Erstausstrahlung der ersten Staffel von Andi Mack erfolgte vom 7. April 2017 bis zum 23. Juni 2017 auf dem US-amerikanischen Disney Channel. Die Erstausstrahlung der zweiten Staffel findet seit dem 27. Oktober 2017 im US-amerikanischen Disney Channel statt.
Deutschland
Die deutschsprachige Erstausstrahlung der ersten Staffel erfolgte vom 3. September 2017 bis zum 1. Oktober 2017 auf dem Disney Channel. Die deutschsprachige Erstausstrahlung der zweiten und dritten Staffel ist bisher nicht erfolgt.
Übersicht
| Staffel | Episoden | Erstausstrahlung in USA (Disney Channel) | Erstausstrahlung in USA (Disney Channel) | Erstausstrahlung in Deutschland (Disney Channel) | Erstausstrahlung in Deutschland (Disney Channel) |
| Staffel | Episoden | Staffelpremiere                          | Staffelfinale                            | Staffelpremiere                                  | Staffelfinale                                    |
| ------- | -------- | ---------------------------------------- | ---------------------------------------- | ------------------------------------------------ | ------------------------------------------------ |
| 1       | 12       | 7. April 2017                            | 23. Juni 2017                            | 3. September 2017                                | 1. Oktober 2017                                  |
| 2       | 27       | 27. Oktober 2017                         | 13. August 2018                          | —                                                | —                                                |
| 3       | 20       | 8. Oktober 2018                          | 26. Juli 2019                            | —                                                | —                                                |

International
| Land | Sender                       | Premiere           | Ausstrahlungstitel | Ref.   |
| --- | ---------------------------- | ------------------ | ------------------ | ------ |
| Vereinigte Staaten | Disney Channel USA           | 7. April 2017      | Andi Mack          | [ 1 ]  |
| Kanada | Disney Channel Kanada        | 14. April 2017     | Andi Mack          | [ 13 ] |
| Israel | Disney Channel Israel        | 1. Juni 2017       | אנדי               | [ 14 ] |
| Vereinigtes Königreich Irland | Disney Channel UK und Irland | 14. Juli 2017      | Andi Mack          | [ 15 ] |
| Deutschland Österreich Liechtenstein Schweiz | Disney Channel Deutschland   | 3. September 2017  | Story of Andi      | [ 2 ]  |
| Argentinien Bolivien Chile Kolumbien Kuba Costa Rica Ecuador El Salvador Guatemala Honduras Nicaragua Mexiko Panama Paraguay Peru Dominikanische Republik Uruguay Venezuela | Disney Channel Lateinamerika | 10. September 2017 | Andi Mack          | [ 16 ] |
| Brasilien | Disney Channel Brasilien     | 10. September 2017 | Andi Mack          | [ 17 ] |
| Italien | Disney Channel Italien       | 25. September 2017 | Andi Mack          | [ 18 ] |

## Episodenliste

### Staffel 1
| Nr. (ges.) | Nr. (St.) | Deutscher Titel         | Originaltitel          | Erstausstrahlung USA | Deutschsprachige Erstausstrahlung (D/A/CH) | Regie            | Drehbuch                   |
| ---------- | --------- | ----------------------- | ---------------------- | -------------------- | ------------------------------------------ | ---------------- | -------------------------- |
| 1          | 1         | 13                      | 13                     | 7. Apr. 2017         | 3. Sep. 2017                               | Paul Hoen        | Terri Minsky               |
| 2          | 2         | Das geheime Baby        | Outside the Box        | 7. Apr. 2017         | 3. Sep. 2017                               | Paul Hoen        | Terri Minsky               |
| 3          | 3         | Nachsitzen              | Shhh!                  | 14. Apr. 2017        | 10. Sep. 2017                              | David Warren     | Erin Dunlap                |
| 4          | 4         | Sturmfrei               | Dancing in the Dark    | 21. Apr. 2017        | 10. Sep. 2017                              | Paul Hoen        | Phil Baker                 |
| 5          | 5         | Eifersucht              | It’s Not About You     | 28. Apr. 2017        | 17. Sep. 2017                              | Joe Menendez     | Rayna McClendon            |
| 6          | 6         | Beziehungschaos         | She Said, She Said     | 5. Mai 2017          | 17. Sep. 2017                              | Paul Hoen        | Suzanne Weber              |
| 7          | 7         | Vater-Tochter-Tag       | Dad Influence          | 12. Mai 2017         | 24. Sep. 2017                              | Jerry O’Connell  | Elena Song                 |
| 8          | 8         | Peinlichkeiten          | Terms of Embarrassment | 19. Mai 2017         | 24. Sep. 2017                              | Adam Weissman    | Sam Wolfson                |
| 9          | 9         | Das Geschenk            | She’s Turning Into You | 2. Juni 2017         | 1. Okt. 2017                               | Michael Grossman | Erin Dunlap                |
| 10         | 10        | Ein neues Zuhause       | Home Away from Home    | 9. Juni 2017         | 1. Okt. 2017                               | Eyal Gordin      | Phil Baker                 |
| 11         | 11        | Der Dresscode           | Were We Ever?          | 16. Juni 2017        | 1. Okt. 2017                               | Paul Hoen        | Sam Wolfson                |
| 12         | 12        | Eine große Überraschung | Best Surprise Ever     | 23. Juni 2017        | 1. Okt. 2017                               | Vanessa Parise   | Elena Song & Suzanne Weber |

### Staffel 2
| Nr. (ges.) | Nr. (St.) | Deutscher Titel | Originaltitel                  | Erstausstrahlung USA | Deutschsprachige Erstausstrahlung (—) | Regie                     | Drehbuch                   |
| ---------- | --------- | --------------- | ------------------------------ | -------------------- | ------------------------------------- | ------------------------- | -------------------------- |
| 13         | 1         | —               | Hey, Who Wants Pizza? (1)      | 27. Okt. 2017        | —                                     | Eyal Gordin               | Terri Minsky               |
| 14         | 2         | —               | Hey, Who Wants Pizza? (2)      | 27. Okt. 2017        | —                                     | Eyal Gordin               | Terri Minsky               |
| 15         | 3         | —               | Chinese New Year               | 3. Nov. 2017         | —                                     | Eyal Gordin               | Elena Song                 |
| 16         | 4         | —               | Friends Like These             | 10. Nov. 2017        | —                                     | Adam Weissman             | Phil Baker                 |
| 17         | 5         | —               | Mama                           | 17. Nov. 2017        | —                                     | Eyal Gordin               | Terri Minsky               |
| 18         | 6         | —               | The Snorpion                   | 24. Nov. 2017        | —                                     | Eyal Gordin               | Erin Dunlap                |
| 19         | 7         | —               | I Wanna Hold Your Wristband    | 1. Dez. 2017         | —                                     | Joe Menendez              | Sam Wolfson                |
| 20         | 8         | —               | Head over Heels                | 15. Jan. 2018        | —                                     | Joe Menendez              | Erin Dunlap                |
| 21         | 9         | —               | There's a Mack in the Shack    | 19. Jan. 2018        | —                                     | Paul Hoen                 | Elena Song                 |
| 22         | 10        | —               | You're the One That I Want     | 26. Jan. 2018        | —                                     | Paul Hoen                 | Phil Baker                 |
| 23         | 11        | —               | A Good Hair Day                | 2. Feb. 2018         | —                                     | Paul Hoen & Adam Weissman | Suzanne Weber              |
| 24         | 12        | —               | Miniature Gulf                 | 9. Feb. 2018         | —                                     | Paul Hoen                 | Suzanne Weber              |
| 25         | 13        | —               | We Were Never                  | 16. Feb. 2018        | —                                     | Michelle Manning          | Sam Wolfson                |
| 26         | 14        | —               | Cyrus' Bash-Mitzvah! (1)       | 23. Feb. 2018        | —                                     | Paul Hoen                 | Terri Minsky               |
| 27         | 15        | —               | Cyrus' Bash-Mitzvah! (2)       | 23. Feb. 2018        | —                                     | Paul Hoen                 | Terri Minsky               |
| 28         | 16        | —               | Better to Have Wuvved and Wost | 4. Juni 2018         | —                                     | Kenny Ortega              | Jason Dorris               |
| 29         | 17        | —               | Perfect Day 2.0                | 11. Juni 2018        | —                                     | Paul Hoen                 | Erin Dunlap                |
| 30         | 18        | —               | Truth or Truth                 | 18. Juni 2018        | —                                     | Joe Menendez              | Suzanne Weber              |
| 31         | 19        | —               | A Walker to Remember           | 25. Juni 2018        | —                                     | Joe Menendez              | Elena Song                 |
| 32         | 20        | —               | Crime Scene: Andi Shack!       | 2. Juli 2018         | —                                     | Charles Minsky            | Phil Baker                 |
| 33         | 21        | —               | Andi's Choice                  | 9. Juli 2018         | —                                     | Paul Hoen                 | Sam Wolfson                |
| 34         | 22        | —               | For the Last Time              | 16. Juli 2018        | —                                     | Michelle Manning          | Jonathan S. Hurwitz        |
| 35         | 23        | —               | Buff in a Bottle               | 23. Juli 2018        | —                                     | Paul Hoen                 | Erin Dunlap                |
| 36         | 24        | —               | Keep a Lid on It               | 30. Juli 2018        | —                                     | Joe Menendez              | Joanne Lee                 |
| 37         | 25        | —               | Bought, Lost or Stolen         | 6. Aug. 2018         | —                                     | Paul Hoen                 | Phil Baker & Sam Wolfson   |
| 38         | 26        | —               | We're on Cloud Ten             | 10. Aug. 2018        | —                                     | David Kendall             | Elena Song & Suzanne Weber |
| 39         | 27        | —               | The Cake That Takes the Cake   | 13. Aug. 2018        | —                                     | Paul Hoen                 | Terri Minsky               |

### Staffel 3
| Nr. (ges.) | Nr. (St.) | Deutscher Titel | Originaltitel                | Erstausstrahlung USA | Deutschsprachige Erstausstrahlung (—) | Regie               | Drehbuch                    |
| ---------- | --------- | --------------- | ---------------------------- | -------------------- | ------------------------------------- | ------------------- | --------------------------- |
| 40         | 1         | —               | The Boys Are Back            | 8. Okt. 2018         | —                                     | Michelle Manning    | Terri Minsky                |
| 41         | 2         | —               | Howling at the Moon Festival | 15. Okt. 2018        | —                                     | Paul Hoen           | Elena Song                  |
| 42         | 3         | —               | It's a Dilemna               | 22. Okt. 2018        | —                                     | Paul Hoen           | Erin Dunlap                 |
| 43         | 4         | —               | Hole in the Wall             | 2. Nov. 2018         | —                                     | Michelle Manning    | Sam Wolfson                 |
| 44         | 5         | —               | That Syncing Feeling         | 9. Nov. 2018         | —                                     | Paul Hoen           | Suzanne Weber               |
| 45         | 6         | —               | Cookie Monster               | 16. Nov. 2018        | —                                     | Paul Hoen           | Phil Baker                  |
| 46         | 7         | —               | The New Girls                | 30. Nov. 2018        | —                                     | Michelle Manning    | Elena Song & Suzanne Weber  |
| 47         | 8         | —               | I Got Your Number            | 18. Jan. 2019        | —                                     | Joe Menendez        | Sam Wolfson                 |
| 48         | 9         | —               | Secret Society               | 25. Jan. 2019        | —                                     | Paul Hoen           | Phil Baker                  |
| 49         | 10        | —               | The Quacks                   | 1. Feb. 2019         | —                                     | Aprill Winney       | Erin Dunlap                 |
| 50         | 11        | —               | One in a Minyan              | 8. Feb. 2019         | —                                     | Michelle Manning    | Jonathan Hurwitz            |
| 51         | 12        | —               | The Ex Factor                | 22. Feb. 2019        | —                                     | Paul Hoen           | Erin Dunlap                 |
| 52         | 13        | —               | Mount Rushmore or Less       | 1. März 2019         | —                                     | Paul Hoen           | Suzanne Weber               |
| 53         | 14        | —               | Hammer Time                  | 21. Juni 2019        | —                                     | Paul Hoen           | Jason Dorris                |
| 54         | 15        | —               | Unloading Zone               | 21. Juni 2019        | —                                     | Brent Geisler       | Phil Baker                  |
| 55         | 16        | —               | One Girl's Trash             | 28. Juni 2019        | —                                     | Paul Hoen           | Elena Song                  |
| 56         | 17        | —               | Arts and Inhumanities        | 5. Juli 2019         | —                                     | Leslie Kolins Small | Sam Wolfson                 |
| 57         | 18        | —               | Something to Talk A-Boot     | 12. Juli 2019        | —                                     | Paul Hoen           | Erin Dunlap & Elena Song    |
| 58         | 19        | —               | A Moving Day                 | 19. Juli 2019        | —                                     | Michelle Manning    | Suzanne Weber & Sam Wolfson |
| 59         | 20        | —               | We Were Here                 | 26. Juli 2019        | —                                     | Paul Hoen           | Terri Minsky                |